# Chilocorus pilosus
Chilocorus pilosus is een keversoort uit de familie lieveheersbeestjes (Coccinellidae). De wetenschappelijke naam van de soort is voor het eerst geldig gepubliceerd in 1921 door Sicard.